# Antoni Kurowski
Antoni Kurowski (ur. 8 maja 1885 w Łukowej, zm. 21 listopada 1948 w Kraśniku, lub Rzeczycy Ziemiańskiej) – polski działacz ludowy, poseł na Sejm II kadencji w II RP.

## Życiorys
Był samoukiem. W 1905 uczestniczył w manifestacjach robotniczo-chłopskich. Po wybuchu I wojny światowej służył w armii rosyjskiej. Następnie wzięty do niewoli niemieckiej, gdzie działał w nielegalnej organizacji „Piechur” (pod pseudonimem „Andrzej Makuch”). Ponadto działał w polskiej organizacji o nazwie „Sokół”, za co został w 1918 uwięziony w Hamm.
Po powrocie do kraju założył Stowarzyszenie Spółdzielcze „Jedność Chłopska” w Rzeczycy Ziemiańskiej. Był działaczem Chłopskiego Stronnictwa Radykalnego. W 1928 został członkiem Rady Narodowej Stronnictwa Chłopskiego i z jego listy uzyskał mandat poselski. Współpracował z KPP.
Podczas II wojny światowej był działaczem SL „Roch”. Utrzymywał kontakty z GL i AL.
Po wojnie był działaczem Stronnictwa Ludowego (prezes Zarządu Powiatowego SL w Kraśniku, I wiceprezes i członek Zarządu Wojewódzkiego SL w Lublinie).